# Ulica Podmiejska w Kaliszu
Ulica Podmiejska – ulica w Kaliszu o długości 1,7 km, jedna z głównych arterii miasta. Od ronda Westerplatte do ronda Dobrzec stanowi część drogi krajowej nr 25 i zachodniej, wewnętrznej obwodnicy miejskiej, a także wyznacza granicę między Dobrzecem W a Widokiem i Korczakiem.
Na odcinku od wjazdu na dworzec PKS do ronda Westerplatte dwujezdniowa z dwoma pasami ruchu w każdym kierunku.

## Ważniejsze obiekty
- dworzec PKS, nr 2a
- Galeria Amber (ul. Górnośląska 82)
- Szkoła Podstawowa nr 18 im. Janusza Kusocińskiego, nr 9a
- Kaufland, nr 20
- nowy cmentarz żydowski, nr 23
- Lidl, nr 35

## Komunikacja miejska
Ulicą Podmiejską kursuje większość spośród 25 linii Kaliskich Linii Autobusowych, w szczególności na odcinku Górnośląska–Wyszyńskiego, a także linia M MZK Ostrów Wielkopolski. Przy ulicy znajduje się sześć przystanków autobusowych.